# Emil von Bardeleben

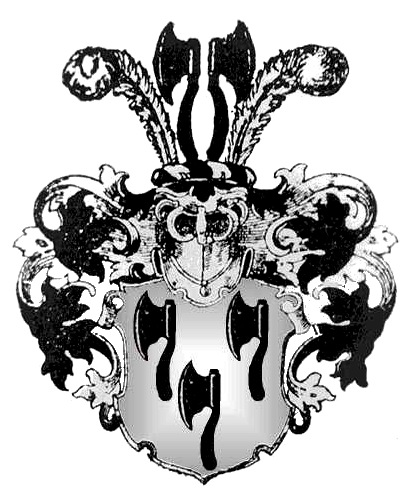
Wappen derer von Bardeleben (Minden)

Emil August Ludwig Carl von Bardeleben (* 28. Januar 1817 auf dem Gut Kattenbruch in Rolfshagen (Auetal) im Landkreis Schaumburg; † 12. Januar 1890 in Rinteln) war ein deutscher Gutsbesitzer und Mitglied der kurhessischen Ständeversammlung.

## Leben
Emil von Bardeleben entstammte der II. Linie des  mindenschen Uradelsgeschlechts von Bardeleben und war ein Sohn des hessischen Oberstlieutenants Johann Heinrich von Bardeleben (1752–1835) und dessen Ehefrau Hermine von Vultejus († 23. April 1917)
Am 19. November 1842 heiratete er in Kattenbruch Mathilde Korff (* 16. Mai 1819), mit der er die Kinder Hermann (1842–1899, Landwirt), Hermine (1846–1894, ∞ August Ludwig Dulsmann), Mathilde (1849–1893, ∞ Ferdinand Karl Tegtmeier), Emilie (1853–1921, ∞ Heinrich August Schade) und Julie (* 1863, ∞ Adolf Dralle, Tierarzt) hatte.
Für die schaumburgische Ritterschaft erhielt er 1848 ein Mandat für die kurhessische Ständeversammlung (11. Landtag).